# Victor Schildkamp
Victor Schildkamp (Den Haag, 1968) is een Nederlands journalist en misdaadverslaggever.

## Levensloop
Schildkamp bezocht de Hogeschool Windesheim in Zwolle waar hij een opleiding journalistiek volgde. Hij ging in 1993 aan de slag bij de Haagsche Courant waar hij werkte verslaggever en eindredacteur voor stadsredactie. In 2006 ging hij werken als fulltime journalist bij het AD. Hij schrijft hier voornamelijk artikelen over misdaad.